# 잭 프로스트 (데블파이터)
《잭 프로스트》(Jack Frost, ジャックフロスト)는 《데블파이터》의 등장인물이다. 한국판 이름은 꽁꽁이. 성우는 히카미 쿄코.

## 프로필
제2화로부터 등장. 눈사람과 같은 외관을 하고 있으며, 눈과 얼음 공격이 주특기이다. 대마왕 루시퍼의 마력에 의해서 조종되고 있었지만, 세츠나들의 활약에 의해 원래대로 돌아갔다. 그 다음은 세츠나의 중마가 되어, 전편을 통해서 활약을 보인다.